# Vandžiogala
Vandžiogala est un village de la Municipalité du district de Kaunas en Lituanie.
La population était de 861 habitants en 2011.

## Histoire
En juillet 1941, un Einsatzgruppen massacre la communauté juive locale et fait 38 victimes. C'est le premier massacre d'une longue série dans le district de Kaunas.

## Patrimoine
Vandžiogala fait partie des communes ayant toujours un des six anciens cimetières juifs dans les environs de Kaunas. Les cinq autres cimetières sont situés à Čekiškė, Babtai, Vilkija, Garliava et Zapyškis.